# Basiswechsel (Faserprodukt)
Unter einem Basiswechsel versteht man eine spezielle Sichtweise der Bildung eines Faserproduktes in relativen Situationen, insbesondere in der algebraischen Geometrie. In diesem Zusammenhang wird das Faserprodukt oft auch als pull-back bezeichnet.
Spricht man von Basiswechsel, ist damit die folgende Situation gemeint: Man betrachtet einen Morphismus
{\displaystyle f\colon X\to Y}
als Familie mit Basis Y. Ist nun ein Morphismus
{\displaystyle g\colon Y'\to Y}
gegeben, so ist „der durch Basiswechsel entlang g“ entstehende Morphismus die kanonische Projektion des Faserproduktes
{\displaystyle f'\colon X':=X\times _{Y}Y'\to Y'.}
Die Basis Y wurde also durch die Basis Y′ ausgewechselt. Man sagt dann auch kurz: „f′ ist der Basiswechsel von f unter g.“
Die Symmetrie des Faserproduktes wird vollkommen ignoriert.
Hat g zusätzliche Eigenschaften wie z. B. Flachheit, so spricht man auch von "flachem Basiswechsel" usw.

## Spezielle Basiswechsel
Ist {\displaystyle f\colon X\to Y} ein Morphismus und {\displaystyle i\colon {*}\to Y} die Inklusion eines Punktes mit {\displaystyle i({*})=y}, so ist der Basiswechsel entlang {\displaystyle i} die Bildung der Faser
{\displaystyle f^{-1}(y)=X\times _{Y,i}{*}\to {*}.}
Ist {\displaystyle U\subseteq Y} eine Teilmenge von {\displaystyle Y}, so ist der Basiswechsel entlang der Inklusion
{\displaystyle X\times _{Y}U\to U}
die Einschränkung der Familie {\displaystyle X} auf den Teil {\displaystyle U} der Basis.

## „Stabil unter Basiswechsel“
Ist P eine Eigenschaft von Morphismen einer Kategorie, in der Faserprodukte existieren, so heißt P stabil unter Basiswechsel, wenn die Gültigkeit von P für einen Morphismus f: X → Y die Gültigkeit von P für den durch einen Basiswechsel Y′ → Y entstandenen Morphismus
{\displaystyle f_{Y'}\colon X\times _{Y}Y'\longrightarrow Y'}
impliziert.

### Beispiele
- Monomorphismen
- Surjektivität in den Kategorien der Mengen oder topologischen Räume, und in jeder Kategorie die Eigenschaft, eine Retraktion zu sein
- Faserungen in Modellkategorien, insbesondere Serre-Faserungen
- Die Eigenschaft stetiger Abbildungen topologischer Räume, abgeschlossen zu sein, d. h. abgeschlossene Teilmengen auf abgeschlossene Teilmengen abzubilden, ist nicht stabil unter Basiswechsel: Es sei {\displaystyle f\colon \mathbb {R} \to *} die Abbildung der reellen Geraden auf einen Punkt; sie ist abgeschlossen. Durch den Basiswechsel {\displaystyle \mathbb {R} \to *} erhält man {\displaystyle f'\colon \mathbb {R} ^{2}\to \mathbb {R} }, die kanonische Projektion. Sie ist nicht abgeschlossen, beispielsweise wird die abgeschlossene Teilmenge {\displaystyle \{(x,y)\mid xy=1\}} auf die nicht abgeschlossene Menge {\displaystyle \mathbb {R} \setminus \{0\}} abgebildet. Pullback-stabil abgeschlossen sind dagegen die abgeschlossenen Abbildungen mit kompakten Fasern.
- Viele der Eigenschaften von Morphismen von Schemata, die in der algebraischen Geometrie betrachtet werden, sind stabil unter Basiswechsel. Ist dies für eine Eigenschaft P nicht der Fall, so nennt man die Eigenschaft eines Morphismus, dass jeder Basiswechsel P erfüllt, "universell P": beispielsweise ist ein Morphismus f dann universell abgeschlossen, wenn jeder Basiswechsel von f abgeschlossen ist.